# Inti Šraj
Inti Šraj, slovenska gledališka in filmska igralka, *1. september 1980, Ljubljana.

## Življenjepis
Njen oče je svetovni popotnik in turistični vodnik Borut Šraj, mati Ludmilla prihaja iz Francoske Gvajane. Starša sta v sedemdesetih letih minulega stoletja spoznala v Nepalu.
Inti je igro študirala v Parizu, v Ljubljani pa restavratorstvo na Akademiji za oblikovanje. Igrala je v več filmih, med drugimi v Vampirju iz Gorjancev, v makedonskem filmu Do konca, ter v televizijskih serijah, kot so Dragi sosedje in Strasti.

### Zasebno življenje
S partnerjem, ki je po poklicu glasbenik, ima enega sina.

## Filmi
- Do konca (makedonski film, 2014) – Tereza[6][5]
- Adria Blues (2013) – manekenka[5][9]
- Vampir z Gorjancev (2008) – Lenora[5]
- The Ascent (2011) - Vesna[10]
- Comic Sans (2018) - Barbara[11]

## Televizija
- Dragi sosedje (2017) – Sara Jagodic[7]
- Strasti (2008) – Pia